# Pierre-Olivier Morin
Pierre-Olivier Morin (født 23. april 1991) er en canadisk ishockeyspiller. Han spiller i øjeblikket for Aalborg Pirates.

## Aalborg Pirates (2017-18)
Han spillede 71 kampe og scorede 14 mål.